# Paralelo 45 sur

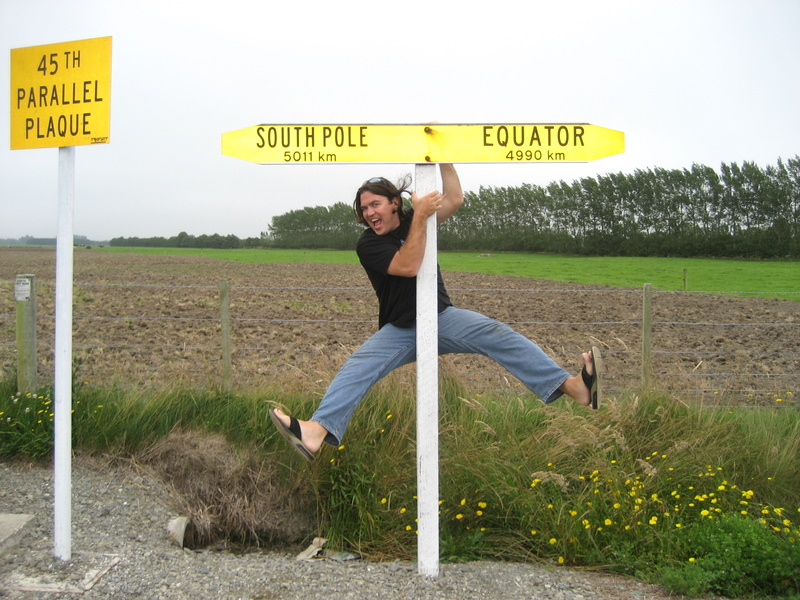
Señal de carretera que marca el paralelo 45 en Nueva Zelanda.

El paralelo 45 sur es un paralelo que está 45 grados al sur del plano ecuatorial de la Tierra.
Es la línea que marca el punto medio teórico entre el ecuador y el Polo Sur. Sin embargo el verdadero punto medio está a 16,2 kilómetros al sur de este paralelo, porque la Tierra no es una esfera perfecta sino que se hincha en el ecuador y se aplana en los polos.
Casi todo (el 97 por ciento) pasa por el océano abierto. Cruza el Océano Atlántico, el Océano Índico, Australasia (Nueva Zelanda), el Océano Pacífico y Suramérica.
A esta latitud el día dura 8 horas con 46 minutos en el solsticio de junio y 15 horas con 37 minutos en el solsticio de diciembre.

## Alrededor del mundo
Comenzando en el meridiano de Greenwich y tomando la dirección este, el paralelo 45 sur pasa sucesivamente por:
| Coordenadas                       | País, territorio o mar | Notas |
| --------------------------------- | ---------------------- | --- |
| 45°0′S 0°0′E / -45.000, 0.000     | Océano Atlántico       | |
| 45°0′S 20°0′E / -45.000, 20.000   | Océano Índico          | |
| 45°0′S 147°0′E / -45.000, 147.000 | Océano Pacífico        | Mar de Tasmania |
| 45°0′S 167°8′E / -45.000, 167.133 | Nueva Zelanda          | Isla Sur, pasando justo al norte de las ciudades de Oamaru, Naseby, Cromwell y Queenstown, y cruzando el pequeño asentamiento de Becks                                        |
| 45°0′S 171°6′E / -45.000, 171.100 | Océano Pacífico        | Pasando justo al sur de Isla Guamblin, Chile |
| 45°0′S 74°23′O / -45.000, -74.383 | Chile                  | Islas en el Archipiélago de los Chonos incluyendo Isla James e Isla Melchor, y el continente cruzando la Ruta 7 en Campo Grande aproximadamente 100 km al norte de Coyhaique. |
| 45°0′S 71°33′O / -45.000, -71.550 | Argentina              | Sur de la provincia de Chubut |
| 45°0′S 65°35′O / -45.000, -65.583 | Océano Atlántico       | |